# Чортківська міська рада
Чорткі́вська міська́ ра́да — орган місцевого самоврядування Чортківської міської громади в Чортківському районі Тернопільської области. Адміністративний центр — м. Чортків.

## Загальні відомості
- Чортківська міська рада утворена 1939 року.
- Територія ради: 127,5 км²
- Населення ради: 34 945 осіб (2020)
- Територією ради протікає річка Серет.

## Історія
Міська рада утворена у вересні 1939 року.
19 вересня 2013 року Верховна Рада України віднесла місто Чортків Чортківського району Тернопільської області до категорії міст обласного значення.
До 2019 року — адміністративно-територіальна одиниця у Чортківському районі Тернопільської области з територією 29,52 км² та населенням 29 699 осіб.
24 грудня 2019 року стала центром Чортківської міської громади.

## Старостинські округи
| Назви старостинських округів | Населені пункти                  | Старости                        |
| ---------------------------- | -------------------------------- | ------------------------------- |
| Білівський                   | с. Біла                          | Грицак Андрій Вікторович        |
| Бичківський                  | с. Бичківці                      | Драбинястий Володимир Орестович |
| Горішньовигнанський          | с. Горішня Вигнанка, с. Переходи | Мельничук Уляна Іванівна        |
| Скородинський                | с. Скородинці                    | Шатковський Михайло Семенович   |
| Росохацький                  | с. Росохач                       | Штира Оксана Степанівна         |

## Склад ради
Рада складається з 34 депутатів та голови.
- Голова ради: Шматько Володимир Петрович
- Секретар ради: Дзиндра Ярослав Петрович[4]

### Керівний склад попередніх скликань

#### Голови ради
| ПІБ                              | Основні відомості | Дата обрання | Дата звільнення |
| -------------------------------- | ----------------- | ------------ | --------------- |
| Гречин Богдан Петрович           | Міський голова    | 1990         | 1997            |
| Стець Ярослав Петрович           | Міський голова    | 1997         | 1998            |
| Павлишин Володимир Юліанович     | Міський голова    | 1998         | 2000            |
| Кузик Марія Михайлівна           | Міський голова    | 2000         | 2001            |
| Вербіцький Михайло Володимирович | Міський голова    | 2001         | 2006            |
| Билиця Ігор Михайлович           | Міський голова    | 2006         | 2010            |
| Вербіцький Михайло Володимирович | Міський голова    | 2010         | 2015            |
| Шматько Володимир Петрович       | Міський голова    | 2015         | 2020            |
| Шматько Володимир Петрович       | Міський голова    | 18.11.2020   |                 |

Примітка: таблиця складена за даними газети Чортківської міської ради «Інформаційний бюлетень»

#### Секретарі ради
| Прізвище, ім'я, по батькові | Основні відомості | Дата обрання  | Дата звільнення |
| --------------------------- | ----------------- | ------------- | --------------- |
|                             | Секретар          | березень 1990 | квітень 1991    |
|                             | Секретар          | 1991          | 1994            |
|                             | Секретар          | 1994          | 1998            |
|                             | Секретар          | 1998          | 2002            |
|                             | Секретар          | 2002          | 2006            |
|                             | Секретар          | 2006          | 2010            |
|                             | Секретар          | 2010          | 2015            |
| Дзиндра Ярослав Петрович    | Секретар          | 2015          | 2020            |
| Дзиндра Ярослав Петрович    | Секретар          | 2020          |                 |

### Депутати

##### VIII скликання
За результатами місцевих виборів 2020 року депутатами ради стали:
1. Білик Олександр Любомирович
2. Поліщук Людмила Миколаївна
3. Підгірняк Михайло Іванович
4. Яремовська Світлана Любомирівна
5. Грабовецька Світлана Степанівна
6. Дзиндра Ярослав Петрович
7. Скалій Олена Олександрівна
8. Великоборець Наталія Ігорівна
9. Буденькевич Сергій Миколайович
10. Батрин Василь Петрович
11. Махомет Любомир Олександрович
12. Штира Оксана Степанівна
13. Безпалько Оксана Василівна
14. Воціховський Василь Юліанович
15. Калакайло Іван Ярославович
16. Наконечний Володимир Іванович
17. Кобернік Мар'яна Василівна
18. Федорейко Віталій Анатолійович
19. Тимофій Роман Мирославович
20. Гевко Євстахій Володимирович
21. Пиняк Людмила Федорівна
22. Гурин Віктор Михайлович
23. Ругало Оксана Юріївна
24. Рудик Степанія Михайлівна
25. Шматько Володимир Петрович
26. Череднікова Ольга Василівна

##### VII скликання
За результатами місцевих виборів 2015 року депутатами ради стали:
1. Аксенчук Ігор Богданович
2. Бевз Михайло Іванович
3. Безпалько Роман Петрович
4. Буденькевич Сергій Миколайович
5. Великоборець Наталія Ігорівна
6. Вінницький Анатолій Євгенович
7. Гаврисьо Віра Василівна
8. Гевко Євстахій Володимирович
9. Грабовецька Світлана Степанівна
10. Демкович Лілія Ігорівна
11. Джурбій Парасковія Дмитрівна
12. Дзиндра Ярослав Петрович
13. Дідюк Галина Теодорівна
14. Дубина Григорій Іванович
15. Дубова Наталія Юріївна
16. Зазуляк Андрій Ігорович
17. Кресінський Віталій Орестович
18. Кривий Юрій Михайлович
19. Крикніцький Ігор Ярославович
20. Лесейко Зоряна Василівна
21. Маньовський Андрій Зеновійович
22. Махомет Любомир Олександрович
23. Міщій Сергій Володимирович
24. Наконечний Володимир Іванович
25. Просинюк Алла Валентинівна
26. Сєдова Наталія Богданівна
27. Скалій Аліна Ігорівна
28. Скалій Олена Олександрівна
29. Федорейко Віталій Анатолійович
30. Федорейко Олександр Анатолійович
31. Хотюк Олександр Борисович
32. Царик Віталій Ярославович
33. Ціхоцький Віталій Деонідович
34. Черниш Світлана Степанівна

#### VI скликання
За результатами місцевих виборів 2010 року депутатами ради стали:
1. Аксенчук Ігор Богданович
2. Баран Олег Анатолійович
3. Батрин Василь Павлович
4. Бевз Михайло Іванович
5. Білик Любомир Степанович
6. Біль Ігор Омелянович
7. Боровий Олег Олексійович
8. Ваврик Олег Володимирович
9. Великоборець Наталія Ігорівна
10. Вербіцький Віталій Михайлович
11. Волошин Петро Васильович
12. Гараус Андрій Володимирович
13. Гевко Євстахій Володимирович
14. Голик Євген Романович
15. Грабовецька Зеновія Іванівна
16. Гулька Ірина Михайлівна
17. Дамарацька Лариса Чеславівна
18. Дзюба Володимир Богданович
19. Довгань Михайло Федорович
20. Зазуляк Андрій Ігорович
21. Кізейков Олексій Іванович
22. Копистенський Михайло Ярославович
23. Лесейко Зоряна Василівна
24. Макар Михайло Іванович
25. Макотерський Юхим Фотійович
26. Махомет Любомир Олександрович
27. Мерв'як Марія Василівна
28. Мостовик Іван Іванович
29. Огородник Михайло Григорович
30. Пиняк Людмила Федорівна
31. Побуринна Леся Олегівна
32. Ревега Наталія Корнелівна
33. Рощук Юрій Романович
34. Скрипник Ігор Анатолійович
35. Соколенко Валерій Павлович
36. Степанюк Оксана Дмитрівна
37. Стефанчук Степан Стефанович
38. Стрюченко Віталій Миколайович
39. Стухляк Михайло Петрович
40. Танасів Олег Орестович
41. Тимофій Роман Мирославович
42. Тихоліз Ігор Васильович
43. Тичковський Ярослав Іванович
44. Хом'як Віктор Гаврилович
45. Хотюк Олександр Борисович
46. Шевченко Андрій Анатолійович

#### V скликання
За результатами місцевих виборів 2006 року депутатами ради стали:
1. Білевич Володимир Євгенович
2. Біль Ігор Омельянович
3. Бойко Андрій Ігорович
4. Боровий Олег Олексійович
5. Гарбера Микола Степанович
6. Гарбуз Петро Володимирович
7. Гевко Євстахій Володимирович
8. Грабовецька Зеновія Іванівна
9. Довгань Михайло Федорович
10. Дражньовська Ганна Данилівна
11. Євсюков Олександр Олександрович
12. Іванців Олександра Збігнівна
13. Караван Василь Якович
14. Каськів Михайло Володимирович
15. Кікис Іван Володимирович
16. Кілочко Олег Королевич
17. Ковтун Андрій Анатолійович
18. Копистенський Михайло Ярославович
19. Кутрань Віктор Петрович
20. Кучерявий Михайло Павлович
21. Лісовський Богдан Антонович
22. Макар Михайло Іванович
23. Макотерський Юхим Фотійович
24. Махомет Любомир Олександрович
25. Михайлецький Дмитро Дмитрович
26. Нога Степан Михайлович
27. Окаринський Тарас Михайлович
28. Омельчук Олексій Григорович
29. Пивовар Валерій Анатолійович
30. Просинюк Алла Валентинівна
31. Ратушняк Ярослав Петрович
32. Ревега Наталія Корнеліївна
33. Савка Юрій Антонович
34. Сандуляк Михайло Ярославович
35. Сергєєв Олександр Павлович
36. Соколенко Валерій Павлович
37. Скоробогач Роман Михайлович
38. Сушельницький Мирослав Тадейович
39. Танасів Олег Орестович
40. Тичковська Любов Ханківна
41. Торончук Володимир Васильович
42. Юрчак Андрій Петрович
43. Юрчик Ігор Антонович
44. Яблунь Віра Василівна

#### IV скликання
За результатами місцевих виборів 2002 року депутатами ради стали:
1. Заболотний І.С.
2. Максимів С.В.
3. Сібрак П.М.
4. Махомет Л.О.
5. Бойко Н.І.
6. Гарбуз П.В.
7. Сушевська Г.М.
8. Кіт М.М.
9. Кузик М.М.
10. Войцехівська І.Є.
11. Танасів О.О
12. Максимів Д.П.
13. Губіцький В.І.
14. Довбенко Г.М.
15. Грицьків С.П.
16. Стронець Г.Я.
17. Горяча Н.В.
18. Бевз М.І.
19. Боровий О.О.
20. Бабійчук М.Т.
21. Тичковська Л.Х.
22. Слободян О.В.
23. Тихоліз І.В.
24. Вербіцький В.М.
25. Кривка В.А.
26. Батрин І.П.
27. Пейко К.І.
28. Багрій Г.М.
29. Гарбера М.С.
30. Караван В.Я.
31. Гербут П.І.
32. Горячий М.А.
33. Юрчик І.А.
34. Баліцька С.Й.
35. Склярик Д.Д.
36. Цуркан Г.М.
37. Омельчук О.Г.
38. Щарун Б.І.
39. Кутрань В.П.
40. Філіпчук Г.А
41. Чорній О.М.
42. Запотічний П.Г.
43. Бачинська Г.Я.
44. Гнидишин Є.П.

#### III скликання
За результатами місцевих виборів 1998 року депутатами ради стали:
1. Андріяк О .В.
2. Бабійчук М.Т.
3. Багрій Г.М.
4. Бачинська Г.Я.
5. Бакинський О. Д.
6. Бачок О. І.
7. Бевз М. Д.
8. Беднар А. М.
9. Беревий О. О.
10. Боровий З. А.
11. Войцехівська І.Е.
12. Гнидишин Е. П.
13. Горяча Н. В.
14. Грицик О. Й.
15. Губіцький В. Л.
16. Довбенко Г. М.
17. Залотічний Д. Г.
18. Ірха П. В.
19. Караван В. Я.
20. Каськів Г. Й.
21. Кіт М. М.
22. Кермило О. Е.
23. Кривка В. А.
24. Кузик М. М.
25. Максимів Д. Д.
26. Мальований С. Д.
27. Мельник А. Т.
28. Давлинів І. Д.
29. Поселюжний Д. М.
30. Рісний О. І.
31. Росляк М. Й.
32. Свистун Д. М.
33. Сібрак Д. М.
34. Склярик Д. Д.
35. Слободян О. В.
36. Сусь М. М.
37. Сушевська Г. М.
38. Тихоліз І. В.
39. Тичковська Л. Х.
40. Федорців Я. О.
41. Хімченко В. В.
42. Чорній О. М.
43. Шарун Б.І.
44. Яремчук Ф. М.